# Nadežda Peedi-Hoffmann
 (mars 2020).
Nadežda Peedi-Hoffmann (née le 19 mai 1911 et morte le 21 mai 1938) est une actrice estonienne.

## Biographie
Nadežda Peedi-Hoffmann est née en Sibérie de parents estoniens qui y travaillaient ; sa tante est l'épouse du Premier ministre estonien Konstantin Päts. Après la révolution d'octobre, ses parents se sont séparés et elle a déménagé en Estonie avec sa mère. Elle a étudié la danse avec le danseur Gerd Neggo.
En 1932, elle a été élue Miss Estonie et a représenté l'Estonie au concours de Miss Univers.
Après avoir remporté son titre, elle a été choisie pour un film, Päikese lapsed, l'un des premiers films réalisés en Estonie. Elle a servi de muse à l'écrivain August Alle.